# Мале Оріхове
Ма́ле Орі́хове — село Ковельського району Волинської області. Входить до складу Самарівської сільської громади.

## Географія
Біля села розташований Оріхівський заказник.

## Історія
У 1906 році хутір Леликівської волості Ковельського повіту Волинської губернії. Відстань від повітового міста 70 верст, від волості 10. Дворів 36, мешканців 150.

## Населення
Згідно з переписом УРСР 1989 року чисельність наявного населення села становила 75 осіб, з яких 41 чоловік та 34 жінки.
За переписом населення України 2001 року в селі мешкало 77 осіб. 100 % населення вказало своєю рідною мовою українську мову.